# Abha Club
Pour les articles homonymes, voir Abha.
Maillots
Le Abha Club (arabe : النادي أبها الرياضي), plus couramment abrégé en Abha, est un club saoudien de football fondé en 1966 et basé à Abha.

## Histoire
Fondé en 1966, il évolue durant quatre saisons au plus haut niveau national, en Saudi Premier League, de 2004 à 2006 et de 2007 à 2009.
Il évolue en deuxième division lors de la saison 2010-2011.

## Palmarès
| \| - Championnat d'Arabie saoudite de deuxième division (1) : - Champion : 2018-2019. - Vice-champion : 2004-2005 et 2007-2008. - Championnat d'Arabie saoudite de troisième division (2) : - Champion : 1993–1994 et 1999–2000 - Vice-champion : 1981–1982 et 1982–1983 \| \| - Championnat d'Arabie saoudite de quatrième division (1) : - Champion : 1998-1999. \| |  |                                                                                     |
| - Championnat d'Arabie saoudite de deuxième division (1) : - Champion : 2018-2019. - Vice-champion : 2004-2005 et 2007-2008. - Championnat d'Arabie saoudite de troisième division (2) : - Champion : 1993–1994 et 1999–2000 - Vice-champion : 1981–1982 et 1982–1983                                                                                                 |  | - Championnat d'Arabie saoudite de quatrième division (1) : - Champion : 1998-1999. |